# Campionati mondiali di pentathlon moderno 2023
I campionati mondiali di pentathlon moderno 2023 si sono svolti dal 19 al 28 agosto 2023 a Bath, nel Regno Unito.
I primi 3 classificati delle gare individuali nel pentathlon moderno hanno conquistato la carta olimpica per Parigi 2024 (tra gli atleti non ancora qualificati).
Oltre alle gare di pentathlon moderno si sono svolte competizioni di laser run, la prova finale del pentathlon che consiste nella combinazione di corsa e tiro a segno.

## Medagliere
| Pos.   | Paese         | Oro | Argento | Bronzo | Totale |
| ------ | ------------- | --- | ------- | ------ | ------ |
| 1      | Egitto        | 4   | 0       | 1      | 5      |
| 2      | Lituania      | 3   | 0       | 1      | 4      |
| 3      | Italia        | 2   | 2       | 0      | 4      |
| 4      | Regno Unito   | 1   | 2       | 3      | 6      |
| 5      | Svizzera      | 1   | 1       | 0      | 2      |
| 6      | Spagna        | 1   | 0       | 0      | 1      |
| 7      | Messico       | 0   | 2       | 1      | 3      |
| 8      | Francia       | 0   | 2       | 0      | 2      |
| 9      | Corea del Sud | 0   | 1       | 2      | 3      |
| 10     | Ungheria      | 0   | 1       | 1      | 2      |
| 11     | Canada        | 0   | 1       | 0      | 1      |
| 12     | Cina          | 0   | 0       | 1      | 1      |
| 12     | Kuwait        | 0   | 0       | 1      | 1      |
| 12     | Rep. Ceca     | 0   | 0       | 1      | 1      |
| Totale | Totale        | 12  | 12      | 12     | 36     |

## Pentathlon Moderno

### Maschili
| Evento      | Oro                                                   | Perform. | Argento                                               | Perform. | Bronzo                                              | Perform. |
| Individuale | Joseph Choong Gran Bretagna                           | 1 523 p. | Emiliano Hernández Messico                            | 1 518 p. | Mohanad Shaban Egitto                               | 1 514 p. |
| Squadre     | Egitto Ahmed El-Gendy Mohamed El-Gendy Mohanad Shaban | 4 530 p. | Regno Unito Charles Brown Joseph Choong Myles Pillage | 4 450 p. | Corea del Sud Jun Woong-tae Jung Jin-hwa Lee Ji-hun | 4 450 p. |
| Staffetta   | Egitto Moutaz Mohamed Ahmed Hamed                     | 1 467 p. | Ungheria Gergely Regős Balázs Szép                    | 1 463 p. | Corea del Sud Lee Ji-hun Seo Chang-wan              | 1 462 p. |

### Femminili
| Evento      | Oro                                                 | Perform. | Argento                                                | Perform. | Bronzo                                           | Perform. |
| Individuale | Elena Micheli Italia                                | 1 429 p. | Alice Sotero Italia                                    | 1 420 p. | Kerenza Bryson Regno Unito                       | 1 419 p. |
| Squadre     | Italia Alessandra Frezza Elena Micheli Alice Sotero | 4 221 p. | Regno Unito Kerenza Bryson Olivia Green Jessica Varley | 4 207 p. | Ungheria Michelle Gulyás Luca Barta Blanka Bauer | 3 537 p. |
| Staffetta   | Egitto Malak Ismail Amira Kandil                    | 1 315 p. | Italia Beatrice Mercuri Aurora Tognetti                | 1 309 p. | Messico Mariana Arceo Mayan Oliver               | 1 290 p. |

### Misti
| Evento    | Oro                                      | Perform. | Argento                                 | Perform. | Bronzo                                 | Perform. |
| Staffetta | Egitto Mohanad Shaban Salma Abdelmaksoud | 1 413 p. | Corea del Sud Kim Sun-woo Jun Woong-tae | 1 395 p. | Rep. Ceca Marek Grycz Lucie Hlaváčková | 1 386 p. |

## Laser Run
| Evento                | Oro                                                                | Perform. | Argento                                                  | Perform. | Bronzo                                                  | Perform. |
| Individuale Maschile  | Pau Salomo Spagna                                                  | 10:00,45 | Alexandre Dällenbach Svizzera                            | 10:02,79 | Luo Shuai Cina                                          | 10:07,47 |
| Squadre Maschile      | Lituania Titas Puronas Paulius Vagnorius Danielius Jevensaper      | 31:45,08 | Francia Mohamed-Kamis Mtir William Atger Audric Lambolez | 32:16,12 | Regno Unito Alex Bigg Samuel Curry Guy Anderson         | 33:11,56 |
| Individuale Femminile | Elzbieta Adomaitytė Lituania                                       | 11:39,00 | Devan Wiebe Canada                                       | 10:48,20 | Alexandra Bousfield Regno Unito                         | 12:05,50 |
| Squadre Femminile     | Lituania Elzbieta Adomaitytė Anastasija Chafizova Neda Doroševaitė | 36:58,80 | Francia Victoria Michon Marine Bonneaud Nelly Gaucher    | 44:04,10 | Kuwait Haya Al-Fares Qairawan Al-Bathali Shouq Al-Sabah | 49:43,00 |
| Staffetta Mista       | Svizzera Katharina Jurt Alexandre Dällenbach                       | 12:14,73 | Messico Tamara Vega Lorenzo Macías                       | 12:20,94 | Lituania Elzbieta Adomaitytė Titas Puronas              | 12:27,27 |